# Man and Woman
「Man and Woman」（マン・アンド・ウーマン）は、CHAGE and ASKAの楽曲。自身の47作目のシングルとして、A&Mから2007年1月10日に発売された。

## 解説
本作は3万枚限定生産で、「Here & There」と同時発売された。
製品番号は｢Man and Woman｣（UMCK-9155）、｢Here & There｣（UMCK-9156）であり、本作の方が先にクレジットされる。
「Here & There」とはCDジャケットデザインが対になっている。
2009年に無期限の活動休止を発表、そのまま2019年にASKAが脱退を表明した為、CHAGE and ASKAのシングルは事実上この2作が最後となった。

## 収録曲
| #         | タイトル                             | 作詞           | 作曲          | 編曲      | 時間  |
| --------- | ------------------------------------ | -------------- | ------------- | --------- | ----- |
| 1.        | 「Man and Woman」                    | ASKA、松井五郎 | ASKA          | 澤近泰輔  | 5:38  |
| 2.        | 「Here & There - improvisation mix」 | -              | CHAGE、村田努 | 十川知司  | 4:37  |
| 合計時間: | 合計時間:                            | 合計時間:      | 合計時間:     | 合計時間: | 10:15 |

## 楽曲解説
1. Man and Woman
TBS系『2時っチャオ!』エンディングテーマ。また、music.jp CMソング。
「Here & There」にはオーケストラ・バージョンが収録されている。
2. Here & There - improvisation mix
「Here & There」のインストゥルメンタル・バージョン。"improvisation"とは即興という意味があり、十川知司アレンジのリミックスを元にスクラッチ、ジャズ・ギターの演奏と、元PSY・SのCHAKAによるラップが録音されている。
このバージョンはアルバム未収録。

## 参加ミュージシャン
Man and Woman
- drums：江口信夫
- bass：惠美直也
- guitars：鈴川真樹
- keyboards/programming：澤近泰輔
- strings：後藤勇一郎ストリングス

Here & There - improvisation mix
- rap/fake：CHAKA
- scratch/rhythm track making：DJ cool-k
- guitars：鈴川真樹
- keyboards/programming：十川知司

## 収録アルバム
国内盤
- DOUBLE (#1)
- CHAGE and ASKA VERY BEST NOTHING BUT C&A (#1)

海外盤
- Asian Communications Best (#1)